# 小平市立小平第三中学校
小平市立小平第三中学校（こだいらしりつ こだいらだいさんちゅうがっこう）は、東京都小平市鈴木町一丁目にある公立の中学校である。全校生徒は701名（2009年6月1日現在）で、小平市内の公立中学校で最大の生徒数を誇る。

## 学校区
- 回田町
- 鈴木町1丁目全域、2丁目の一部
- 天神町1丁目全域
- 花小金井6丁目の一部

## 沿革
- 1961年（昭和36年）4月13日 - 開校

## 学校教育目標
- 健康：ゆたかな心、たくましいからだ
- 実践：進んで学び、積極性を養う
- 協力：ひとりはみんなのために、みんなはひとりのために

## アクセス
- 西武新宿線花小金井駅から徒歩15分

## 部活
- 吹奏楽部：全日本吹奏楽コンクール、全国大会の常連校。

## 出身者
- 小林洋子（小平市長、元小平市議会議員）